# 阿普爾頓 (阿肯色州)
阿普爾頓（英語：Appleton）是位於美國阿肯色州波普縣的一個非建制地區。該地的面積和人口皆未知。

## 地理
阿普爾頓的座標為35°25′31″N 92°52′28″W / 35.42528°N 92.87444°W，而該地的平均海拔高度為152米（即499英尺）。